# Jurga
Jurga (rusky Юрга) je město v Kemerovské oblasti v Ruské federaci. Při sčítání lidu v roce 2010 měla přes osmdesát tisíc obyvatel.

## Poloha a doprava
Jurga leží na Tomu, přítoku Obu, u severozápadního rohu Kemerovské oblasti, přibližně ve středu trojúhelníku tvořeného velkými městy Kemerovem (leží 110 kilometrů jihovýchodně), Novosibirskem (leží 170 kilometrů jihozápadně v sousední Novosibirské oblasti) a Tomskem (leží 110 kilometrů severně v sousední Tomské oblasti).
Z Novosibirska vede do Jurgy přes Moškovo a Bolotnoje Transsibiřská magistrála, která pak dále pokračuje v Kemerovské oblasti na východ přes Jaškino, Tajgu, Anžero-Sudžensk, Jaju a Mariinsk a pak dále Krasnojarským krajem do Krasnojarsku. Na západním okraji Jurgy se od Transsibiřské magistrály odpojuje trať vedoucí na jihovýchod do města Topki, za kterým se větví na směr na východ do Kemerova a směr dál na jihovýchod do Leninsku-Kuzněckého.

## Dějiny
Město vzniklo v roce 1886 jako staniční osídlení a zažilo prudký rozvoj za druhé světové války, kdy sem bylo přesunuto několik strojírenských podniků z evropské části Ruska, aby unikly německým náletům.